# Nicht-Sichtverbindung

Erste Fresnelzone über dem hügeligen Gelände einer Richtfunkstrecke, mit Sichtverbindung

Der Begriff Nicht-Sichtverbindung, englisch: Non-line-of-sight, kurz NLOS, wird in der Nachrichtentechnik für eine Funkübertragung ohne direkten Sichtkontakt zwischen Sender und Empfänger verwendet.
Bei der Nicht-Sichtverbindung befindet sich somit ein Hindernis in der ersten Fresnelzone. Bei einer Kommunikationsstrecke im Freien kann es sich bei dem Hindernis z. B. um ein Haus, Wald oder einen Berg handeln. Bei den meisten Funkverbindungen handelt es sich um NLOS-Verbindungen.
Ein bekanntes Beispiel für eine Nicht-Sichtverbindung ist die Verbindung zwischen Mobiltelefon und einer Mobilfunk-Basisstation (Base Transceiver Station). Beispiele für kabellose Übertragungsstandards innerhalb geschlossener Räume sind WLAN und DECT (für die Verbindung zwischen Mobilteil und Basisstation bei schnurlosen Telefonen).
Ein Hindernis in der ersten Fresnelzone einer Funkverbindung bewirkt eine Dämpfung des Signals, was eine Verkürzung der Reichweite, oder eine Erhöhung von Übertragungsfehlern (BER) mit sich bringt.
Um dem entgegenzuwirken, gibt es folgende Möglichkeiten:
- Sendeleistung erhöhen
- Antennen mit einem höheren Antennengewinn verwenden
- die Eingangsempfindlichkeit des Empfängers erhöhen
- Zwischenschalten eines Repeaters oder einer Relaisstation, um die Signalstärke wieder zu erhöhen.
Der Einsatz eines Repeaters, bzw. Relaisstation kann auch zur Unterbindung der NLOS-Verbindung eingesetzt werden, indem diese z. B. auf die Bergspitze gebaut wird. Es besteht dann eine direkte Sichtverbindung (LOS) vom Sender zur Relaisstation und von der Relaisstation zum Empfänger.

Eine Variierung der Sendefrequenz würde ebenfalls einen Einfluss auf die Dämpfung des Hindernisses haben, doch dies ist praktisch, aufgrund der definierten und durch die Regulierungsbehörde kontrollierten Frequenzen, nicht möglich.
Des Weiteren bewirkt eine Frequenzänderung ebenfalls eine andere Freiraumdämpfung.
Unabhängig von dem Hindernis gelten bei der Kommunikation die Gesetze der Wellenausbreitung und Freiraumdämpfung.
Des Weiteren ist mit Mehrwegeausbreitungen (Multipath) und Interferenzen zu rechnen.
All diese Faktoren müssen bei der Entwicklung eines Kommunikationskonzeptes, oder bei der Installation eine Funkübertragungsstrecke beachtet werden.